# Station Steinberg
Station Hokksund is een station in  Steinberg in de gemeente Drammen in Noorwegen. Het station ligt aan Sørlandsbanen, maar wordt alleen gebruikt door de stoptrein tussen Kongsberg en Eidsvoll. Het station zou volgens planning in 2012 worden gesloten, maar na lokale protesten werd dat besluit teruggedraaid. In plaats daarvan werd het in 2014 juist vernieuwd.